# 1085
Il 1085 (MLXXXV in numeri romani) è un anno  dell'XI secolo.

## Eventi
- (aprile) Roberto il Guiscardo salpa da Brindisi e conquista Corfù, sbaragliando la flotta veneziana accorsa in soccorso dell'imperatore di Costantinopoli.
- (maggio) Papa Gregorio VII muore esule a Salerno.
- (luglio) Roberto il Guiscardo muore a Cefalonia e viene sepolto a Venosa (settembre).

## Nati
- 19 settembre - Maria Comnena, principessa bizantina
- Bertoldo III di Zähringen, duca († 1122)
- Bulgaro, giurista italiano († 1166)
- Federico IV di Goseck, nobile tedesco († 1125)
- Guglielmo da Vercelli, abate, religioso e santo italiano († 1142)
- Stefano d'Obazine, monaco cristiano francese († 1159)
- Zhang Zeduan, artista e pittore cinese († 1145)
- Raul I di Vermandois, nobile franco († 1152)

## Morti
- 3 gennaio - Guglielmo di Ebersberg, abate tedesco (n. 1010)
- 21 gennaio - Teodorico II di Katlenburg, nobile tedesco
- 1º aprile - Song Shenzong, imperatore cinese (n. 1048)
- 12 aprile - Berta di Blois, duchessa
- 25 maggio - Papa Gregorio VII, papa, vescovo cattolico e santo italiano
- 25 maggio - Tedaldo, arcivescovo italiano
- 27 maggio - Gundred, contessa del Surrey, nobildonna fiamminga
- 7 luglio - Bosone II, italiano
- 17 luglio - Roberto il Guiscardo, condottiero normanno
- 20 agosto - 'Abd al-Malik b. Yusuf al-Juwayni, giurista e teologo persiano (n. 1028)
- 20 settembre - Ermanno II di Lotaringia, nobile tedesco (n. 1049)
- 9 ottobre - Alfano di Salerno, abate, medico e scrittore italiano
- Lamberto di Hersfeld, storico tedesco (n. 1025)
- Yusuf al-Mu'tamin ibn Hud, matematico arabo
- Máel Snechtai del Moray, re scozzese

## Calendario
| Calendario 1085 | Calendario 1085 | Calendario 1085 | Calendario 1085 | Calendario 1085 | Calendario 1085 | Calendario 1085 | Calendario 1085 | Calendario 1085 | Calendario 1085 | Calendario 1085 | Calendario 1085 | Calendario 1085 | Calendario 1085 | Calendario 1085 | Calendario 1085 | Calendario 1085 | Calendario 1085 | Calendario 1085 | Calendario 1085 | Calendario 1085 | Calendario 1085 | Calendario 1085 | Calendario 1085 | Calendario 1085 | Calendario 1085 | Calendario 1085 | Calendario 1085 | Calendario 1085 | Calendario 1085 | Calendario 1085 | Calendario 1085 | Calendario 1085 |
| --------------- | --------------- | --------------- | --------------- | --------------- | --------------- | --------------- | --------------- | --------------- | --------------- | --------------- | --------------- | --------------- | --------------- | --------------- | --------------- | --------------- | --------------- | --------------- | --------------- | --------------- | --------------- | --------------- | --------------- | --------------- | --------------- | --------------- | --------------- | --------------- | --------------- | --------------- | --------------- | --------------- |
|                 | 1               | 2               | 3               | 4               | 5               | 6               | 7               | 8               | 9               | 10              | 11              | 12              | 13              | 14              | 15              | 16              | 17              | 18              | 19              | 20              | 21              | 22              | 23              | 24              | 25              | 26              | 27              | 28              | 29              | 30              | 31              |                 |
| Gennaio         | Me              | Gi              | Ve              | Sa              | Do              | Lu              | Ma              | Me              | Gi              | Ve              | Sa              | Do              | Lu              | Ma              | Me              | Gi              | Ve              | Sa              | Do              | Lu              | Ma              | Me              | Gi              | Ve              | Sa              | Do              | Lu              | Ma              | Me              | Gi              | Ve              |                 |
| Febbraio        | Sa              | Do              | Lu              | Ma              | Me              | Gi              | Ve              | Sa              | Do              | Lu              | Ma              | Me              | Gi              | Ve              | Sa              | Do              | Lu              | Ma              | Me              | Gi              | Ve              | Sa              | Do              | Lu              | Ma              | Me              | Gi              | Ve              |                 |                 |                 |                 |
| Marzo           | Sa              | Do              | Lu              | Ma              | Me              | Gi              | Ve              | Sa              | Do              | Lu              | Ma              | Me              | Gi              | Ve              | Sa              | Do              | Lu              | Ma              | Me              | Gi              | Ve              | Sa              | Do              | Lu              | Ma              | Me              | Gi              | Ve              | Sa              | Do              | Lu              |                 |
| Aprile          | Ma              | Me              | Gi              | Ve              | Sa              | Do              | Lu              | Ma              | Me              | Gi              | Ve              | Sa              | Do              | Lu              | Ma              | Me              | Gi              | Ve              | Sa              | Do              | Lu              | Ma              | Me              | Gi              | Ve              | Sa              | Do              | Lu              | Ma              | Me              |                 |                 |
| Maggio          | Gi              | Ve              | Sa              | Do              | Lu              | Ma              | Me              | Gi              | Ve              | Sa              | Do              | Lu              | Ma              | Me              | Gi              | Ve              | Sa              | Do              | Lu              | Ma              | Me              | Gi              | Ve              | Sa              | Do              | Lu              | Ma              | Me              | Gi              | Ve              | Sa              |                 |
| Giugno          | Do              | Lu              | Ma              | Me              | Gi              | Ve              | Sa              | Do              | Lu              | Ma              | Me              | Gi              | Ve              | Sa              | Do              | Lu              | Ma              | Me              | Gi              | Ve              | Sa              | Do              | Lu              | Ma              | Me              | Gi              | Ve              | Sa              | Do              | Lu              |                 |                 |
| Luglio          | Ma              | Me              | Gi              | Ve              | Sa              | Do              | Lu              | Ma              | Me              | Gi              | Ve              | Sa              | Do              | Lu              | Ma              | Me              | Gi              | Ve              | Sa              | Do              | Lu              | Ma              | Me              | Gi              | Ve              | Sa              | Do              | Lu              | Ma              | Me              | Gi              |                 |
| Agosto          | Ve              | Sa              | Do              | Lu              | Ma              | Me              | Gi              | Ve              | Sa              | Do              | Lu              | Ma              | Me              | Gi              | Ve              | Sa              | Do              | Lu              | Ma              | Me              | Gi              | Ve              | Sa              | Do              | Lu              | Ma              | Me              | Gi              | Ve              | Sa              | Do              |                 |
| Settembre       | Lu              | Ma              | Me              | Gi              | Ve              | Sa              | Do              | Lu              | Ma              | Me              | Gi              | Ve              | Sa              | Do              | Lu              | Ma              | Me              | Gi              | Ve              | Sa              | Do              | Lu              | Ma              | Me              | Gi              | Ve              | Sa              | Do              | Lu              | Ma              |                 |                 |
| Ottobre         | Me              | Gi              | Ve              | Sa              | Do              | Lu              | Ma              | Me              | Gi              | Ve              | Sa              | Do              | Lu              | Ma              | Me              | Gi              | Ve              | Sa              | Do              | Lu              | Ma              | Me              | Gi              | Ve              | Sa              | Do              | Lu              | Ma              | Me              | Gi              | Ve              |                 |
| Novembre        | Sa              | Do              | Lu              | Ma              | Me              | Gi              | Ve              | Sa              | Do              | Lu              | Ma              | Me              | Gi              | Ve              | Sa              | Do              | Lu              | Ma              | Me              | Gi              | Ve              | Sa              | Do              | Lu              | Ma              | Me              | Gi              | Ve              | Sa              | Do              |                 |                 |
| Dicembre        | Lu              | Ma              | Me              | Gi              | Ve              | Sa              | Do              | Lu              | Ma              | Me              | Gi              | Ve              | Sa              | Do              | Lu              | Ma              | Me              | Gi              | Ve              | Sa              | Do              | Lu              | Ma              | Me              | Gi              | Ve              | Sa              | Do              | Lu              | Ma              | Me              |                 |